# Lijst van voetbalinterlands Seychellen - Zimbabwe
Deze lijst van voetbalinterlands is een overzicht van alle officiële voetbalwedstrijden tussen de nationale teams van de Seychellen en Zimbabwe. De landen hebben tot op heden zeven keer tegen elkaar gespeeld. De eerste ontmoeting, een kwalificatiewedstrijd voor de Afrika Cup 2002, vond plaats op 1 juli 2000 in Roche Caiman. Het laatste duel, een groepswedstrijd tijdens de COSAFA Cup 2017, werd gespeeld in Phokeng (Zuid-Afrika) op 30 juni 2017.

## Wedstrijden
| № | Plaats       | Datum         | Competitie                   | Wedstrijd             | Uitslag |
| - | ------------ | ------------- | ---------------------------- | --------------------- | ------- |
| 1 | Roche Caiman | 1 juli 2000   | Afrika Cup 2002 kwalificatie | Seychellen − Zimbabwe | 0 − 1   |
| 2 | Harare       | 15 juli 2000  | Afrika Cup 2002 kwalificatie | Zimbabwe − Seychellen | 5 − 0   |
| 3 | Harare       | 30 maart 2003 | Afrika Cup 2004 kwalificatie | Zimbabwe − Seychellen | 3 − 1   |
| 4 | Roche Caiman | 7 juni 2003   | Afrika Cup 2004 kwalificatie | Seychellen − Zimbabwe | 2 − 1   |
| 5 | Saulspoort   | 19 mei 2015   | COSAFA Cup 2015              | Seychellen − Zimbabwe | 0 − 1   |
| 6 | Windhoek     | 15 juni 2016  | COSAFA Cup 2016              | Zimbabwe − Seychellen | 5 − 0   |
| 7 | Phokeng      | 30 juni 2017  | COSAFA Cup 2017              | Zimbabwe − Seychellen | 6 − 0   |

## Samenvatting
| Competitie              | Totaal gespeeld | Winst Seychellen | Gelijk | Winst Zimbabwe | Doelsaldo Seychellen – Zimbabwe |
| ----------------------- | --------------- | ---------------- | ------ | -------------- | ------------------------------- |
| Afrika Cup-kwalificatie | 4               | 1                | 0      | 3              | 3 − 10                          |
| COSAFA Cup              | 3               | 0                | 0      | 3              | 0 − 12                          |
| Totaal                  | 7               | 1                | 0      | 6              | 3 − 22                          |

## Details

### Derde ontmoeting
| Afrika Cup 2004 kwalificatie (Harare, Zimbabwe, 30 maart 2003): |              | |
| Zimbabwe | 3 – 1        | Seychellen |
| Peter Ndlovu 20' Adam Ndlovu 89' Peter Ndlovu 90+1' (pen.) | goals        | 90' Philip Zialor |
| Sunday Marimo | bondscoach   | Michael Nees |
| Energy Murambadoro Asani Matora George Mbwando Dezidelio Kapenya Kaitano Tembo Harlington Shereni 65' Esrom Nyandoro Lloyd Chitembwe 65' Peter Ndlovu Johannes Ngodzo Benjamin Mwaruwari | opstellingen | Nelson Sophia Allen Larue Godfrey Denis Harry Libanotis Chris Dawson 88' Verna Rose Roddy Victor Henry Dufrenne Alpha Baldé 41' Yelvanny Rose Don Annacoura |
| Charles Yohane 65' Adam Ndlovu 65' | wissels      | 41' Philip Zialor 88' Marcel Labiche |
| Dezidelio Kapenya 40' Johannes Ngodzo 63' | gele kaarten | 19' Allen Larue 74' Philip Zialor 75' Roddy Victor 90+1' Alpha Balde                                                                                        |

SFF · A-internationals · Seychels vrouwenelftal
1980 - 1989 · 
1990 - 1999 · 
2000 – 2009 · 
2010 – 2019 ·
2020 − 2029
Algerije ·
Angola ·
Bangladesh ·
Botswana ·
Burkina Faso ·
Burundi ·
Comoren ·
Congo-Kinshasa ·
Eritrea ·
Ethiopië ·
Gabon ·
Gambia ·
Ivoorkust ·
Kenia ·
Lesotho ·
Libië ·
Madagaskar ·
Malawi ·
Malediven ·
Mali ·
Mauritius ·
Mozambique ·
Namibië ·
Nigeria ·
Oeganda ·
Palestina ·
Rwanda ·
San Marino ·
Sierra Leone ·
Soedan ·
Sri Lanka ·
Swaziland ·
Tanzania ·
Tunesië ·
Zambia ·
Zimbabwe ·
Zuid-Afrika ·
Zuid-Soedan
ZFA ·
Bondscoaches ·
Selecties · 
Topscorers · 
Zimbabwaans vrouwenelftal
1980 – 1989 · 
1990 – 1999 · 
2000 – 2009 · 
2010 – 2019 ·
2020 − 2029
1980 · 
1981 · 
1982 · 
1983 · 
1984 · 
1985 · 
1986 · 
1987 · 
1988 · 
1989 · 
1990 · 
1991 · 
1992 · 
1993 · 
1994 · 
1995 · 
1996 · 
1997 · 
1998 · 
1999 · 
2000 · 
2001 · 
2002 · 
2003 · 
2004 · 
2005 · 
2006 · 
2007 · 
2008 · 
2009 · 
2010 · 
2011 · 
2012 · 
2013 · 
2014 ·
2015 ·
2016 ·
2017 ·
2018 · 
2019 ·
2020 ·
2021 ·
2022 ·
2023
Algerije ·
Angola ·
Australië ·
Bahrein ·
Benin ·
Bosnië en Herzegovina · 
Botswana ·
Brazilië · 
Burkina Faso ·
Burundi ·
Centraal-Afrikaanse Republiek ·
China ·
Comoren ·
Congo-Brazzaville ·
Congo-Kinshasa ·
Djibouti ·
Egypte ·
Eritrea ·
Ethiopië ·
Gabon ·
Ghana ·
Guinee ·
Indonesië ·
Ivoorkust ·
Jordanië ·
Kaapverdië ·
Kameroen ·
Kenia ·
Koeweit ·
Lesotho ·
Liberia ·
Libië ·
Madagaskar ·
Malawi ·
Mali ·
Marokko ·
Mauritanië ·
Mauritius ·
Mozambique ·
Namibië ·
Nigeria ·
Oeganda ·
Oman ·
Rwanda ·
Qatar ·
Saoedi-Arabië ·
Senegal ·
Seychellen ·
Soedan ·
Somalië ·
Swaziland ·
Tanzania ·
Togo ·
Tunesië ·
Vietnam ·
Zaïre ·
Zambia ·
Zuid-Afrika · 
Zwitserland